# Carlos Powell
Pour les articles homonymes, voir Powell.
Carlos Powell, né le 29 août 1983, à Florence, en Caroline du Sud, est un joueur américain de basket-ball. Il évolue au poste d'ailier.

## Palmarès
- Champion NIT 2005
- MVP du National Invitation Tournament 2005
- All-NBDL Third Team 2008